# Trichillum tishechkini
Trichillum tishechkini là một loài bọ cánh cứng trong họ Bọ hung (Scarabaeidae).